# Sirius
Sirius (α Canis Majoris, Alfa Canis Majoris, α CMa, Alfa CMa) je tradiční jméno nejjasnější hvězdy v souhvězdí Velkého psa. Alfa Canis Majoris je ve skutečnosti dvojhvězda, její složky jsou označeny α CMa A (Sirius A) a α CMa B (Sirius B). Sirius je také nejjasnější hvězda na noční obloze a proto má z historických důvodů mnoho tradičních jmen, např. Psí hvězda, Aschere nebo Canicula. Velký pes představoval původně egyptského boha Anupa se šakalí hlavou. Sirius je nejjižnější hvězda zimního šestiúhelníku.

## Popis

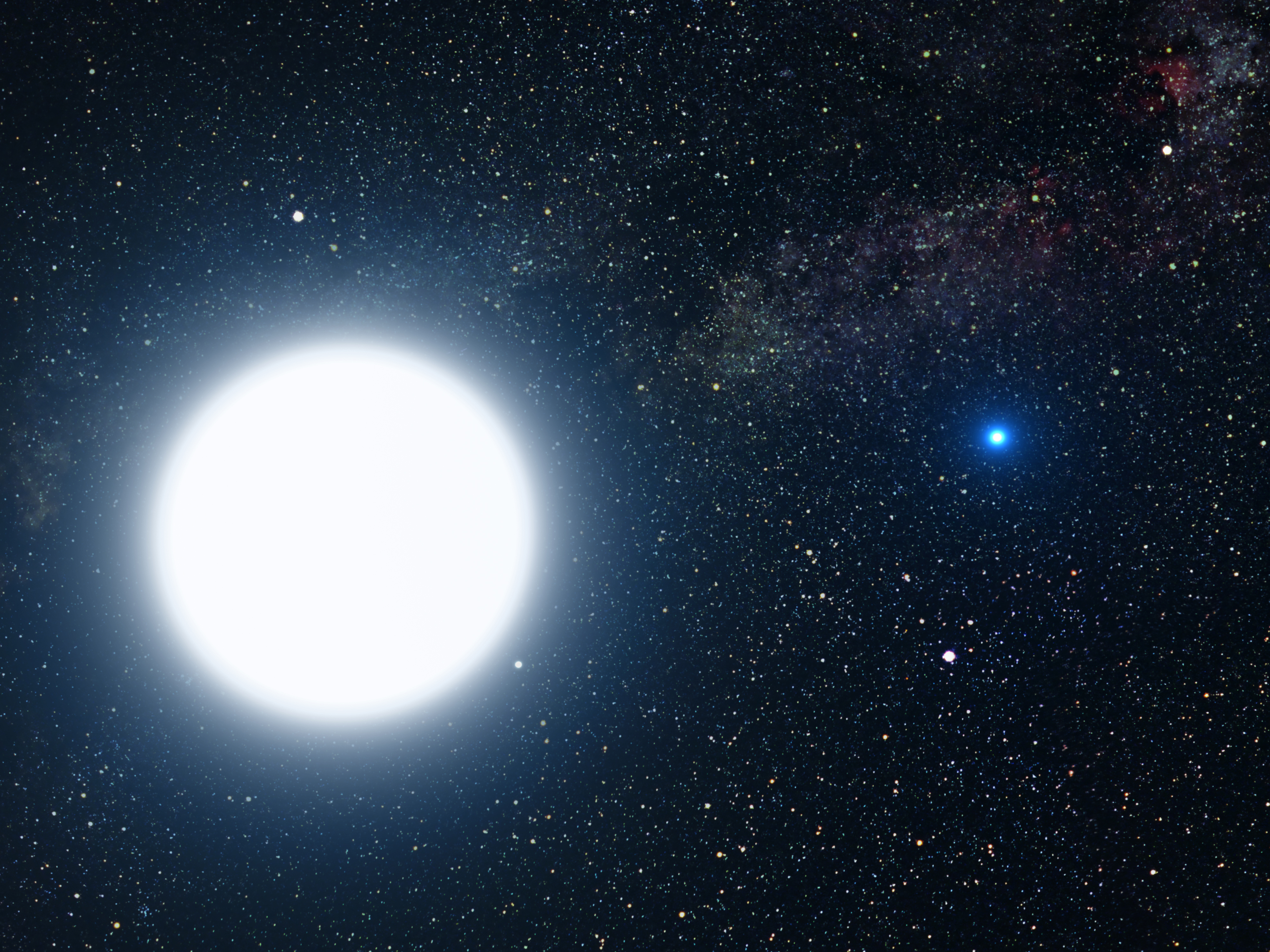
Umělecká představa dvojhvězdy Sirius; Sirius A je ta větší z nich.

Jméno Sirius pochází z řeckého slova seírios, což znamená blikotající, jiskřící. Toto jméno dostala hvězda od Řeků pro svoji blikotavou záři. To je způsobeno tím, že se Sirius nachází blízko obzoru. Neklid vzduchu proto způsobuje jeho scintilaci, zvláště za mrazivých nocí.
Sirius je pozorovatelný z každého obydleného místa na Zemi a má hvězdnou velikost −1,46m. Jeho vzdálenost je jen 8,6 světelných let. Je jednou z nejbližších hvězd (po dvou složkách trojhvězdy Alfa Centauri třetí nejbližší hvězda viditelná pouhým okem a nejbližší viditelná ve střední Evropě) a má velký vlastní pohyb o rychlosti 1,3 vteřin ročně. Sirius patří mimo jiné k proudu hvězd Velké medvědice. Pohybuje se totiž stejným směrem jako ony, což naznačuje jejich společný původ.
Sirius je hvězda hlavní posloupnosti o spektrální třídě A0 nebo A1 a třídě svítivosti Vm. Jeho hmotnost je 2krát větší než hmotnost Slunce, jeho průměr je 1,7krát větší a jeho svítivost je 26krát větší. Jeho povrchová teplota je zhruba 10 000 kelvinů, což je příčina jeho velké jasnosti.
Sirius je dvojhvězda. I když jeho odchylka od přímočarého pohybu byla známa již dříve, byl jeho průvodce objeven kvůli velkému rozdílu ve svítivosti a malé úhlové vzdálenosti maximálně 11,4 vteřin až roku 1862 Alvenem Grahemem Clarkem. Oproti své jasnější hvězdě Siriu A má průvodce Sirius B jen hvězdnou velikost 8,5m a je bílým trpaslíkem. Toto bylo objeveno až roku 1923, kdy se ukázalo, že ačkoli Sirius B je stejně těžký jako Slunce a má povrchovou teplotu 25 000 K, musí mít při své velké hmotnosti malé rozměry. Sirius B má 0,94 hmotnosti Slunce, je ale menší než Země . Byl to první bílý trpaslík, který byl objeven, a obíhá Sirius A jednou za necelých 50 let. Malá poloosa oběžné dráhy činí 4 miliardy km, ale excentricita oběžné dráhy je při 0,58 velice vysoká.
Existují teorie, že Sirius má další průvodce, ale nebyli dosud žádní objeveni.

## V kultuře

Sopdet (řecky Sóthis), egyptská personifikace Siria

- Sirius je zmíněn ve vědeckofantastické povídce Riziko amerického spisovatele Isaaca Asimova.[7]
- Sirius je také zmíněn dosti podrobně v knize Toma Robbinse V žabím pyžamu.
- Pod názvem Psí hvězda je Sirius zmíněn v knize Forresta Cartera Škola malého stromu.[8]
- Podle hvězdy Sirius je pojmenován kmotr Harryho Pottera Sirius Black.
- Ve 159. čísle časopisu Čtyřlístek s názvem Psí hvězda se objevují psí mimozemšťané ze Siria[9]
- V seriálu Děti ze Síria objevuje dvojice dětí mimozemskou technologii, která se na Zem dostala ze Siria[10]

## V náboženství
Sirius je posvátný v mnoha tradičních afrických náboženstvích. V náboženství malijských Dogonů má zcela výjimečné místo, neboť Dogoni věří, že ze Siria sestoupila na svět božstva Nommo a Nummo, prapředci Dogonů.
Sirius je dále posvátný pro senegalské Serery, kteří jej mají přímo ve svém nejdůležitějším náboženském symbolu – pěticípé hvězdě zvané Yoonir. Důležité místo má Sirius i v dalších afrických náboženstvích a kulturách.